# Franck Sauzée
Franck Sauzée (Aubenas, 28 de outubro de 1965) é um ex-futebolista francês que atuava como meia e atual treinador.

## Carreira

### Como jogador
Começou a jogar futebol profissional no Sochaux, em 1983, permanecendo no clube até 1988, quando se transferiu para o Olympique de Marseille.
No clube de Marselha, foi bicampeão do Campeonato Francês e da Copa da França. Em 1990, foi negociado com o AS Monaco e jogou a temporada 1990-91, sendo campeão da Copa da França, retornando ao Marseille ao fim desta.
No seu retorno, conquistou ainda mais títulos, se sagrando campeão Francês novamente e campeão da Liga dos Campeões da UEFA de 1992-93, título de maior expressão da história do clube.
Em 1994, foi contratado pelo italiano Atalanta BC, onde não viveu bons momentos e na temporada seguinte foi para o RC Strasbourg.
Depois de ser vicecampeão da Copa da França, em 1995, foi negociado com o Montpellier HSC, não obtendo o mesmo sucesso nas três temporadas que jogou no clube francês.
Em 1999, se transferiu para o escocês Hibernian FC, sendo campeão do Campeonato Escocês no mesmo ano e se tornando um dos maiores ídolos do clube por ter sido capitão e principal peça da equipe na conquista do certame. Encerrou a carreira em 2001

### Como treinador
Desde que começou a carreira de treinador, em 2001, apenas comandou um clube. E foi o último em que ele atuou como jogador, o Hibernian FC, onde havia se tornado ídolo.
Porém, não teve o mesmo sucesso como técnico, obtendo resultados pífios na única temporada em que treinou o clube escocês.

### Seleção Francesa
Pela Seleção Francesa, disputou trinta e nove partidas, marcando nove gols. Pela sub-21, foi campeão europeu em 1988.

## Títulos
Marseille
- Campeonato Francês: 1988-89, 1989-90 e 1991-92
- Copa da França: 1989-90
- Liga dos Campeões da UEFA: 1992-93

Monaco
- Copa da França: 1990-91

Seleção Francesa
- Campeonato Europeu Sub-21: 1988